# Data General Eclipse MV/8000
Il Data General Eclipse MV/8000 è il primo modello della famiglia di minicomputer a 32-bit prodotti dalla Data General nell'anno 1980.
Il suo nome in codice durante lo sviluppo è Eagle e la sua architettura è un'estensione di quella già usata nella serie Eclipse a 16-bit. Dopo il MV/8000 si sono succeduti i modelli MV/8000-II, MV/2000, MV/2500, MV/4000, MV/10000, MV15000, MV/20000, MV/30000 e MV/40000. Gli ultimi modelli come il MV/40000 sono sistemi SMP con componenti sostituibili a caldo (Hot-Swappable).
L'Eclipse MV è dotato di un'architettura CISC a 32-bit con uno spazio di memoria indirizzabile di 4 GB. I 4 GB sono divisi in 8 anelli da 512 MB ognuno con un meccanismo di privilegio d'accesso mappato dentro l'anello. L'anello più esterno, il ring-7, è quello meno privilegiato. Quello più interno, il ring-0, è quello più privilegiato.
Lo sviluppo del computer e il personale che ci ha lavorato sono oggetto del libro Progetto Aquila (The Soul of a New Machine, 1981) di Tracy Kidder, vincitore del Premio Pulitzer per la saggistica e del National Book Award per la saggistica. 